# Albert Johan de Sitter
Albert Johan de Sitter, né le 1er septembre 1748 à Groningue et mort le 17 juin 1814 à Zuidbroek, est un homme politique néerlandais.

## Biographie
Albert Johan de Sitter est issu d'une célèbre famille de régents de Groningue. Son père, Wolter Reinolt de Sitter, est député aux États généraux des Provinces-Unies et son frère Willem de Sitter est également député entre 1803 et 1805.
De Sitter s'inscrit comme étudiant en droit à l'université de Groningue en 1763 puis à celle de Leyde mais il n'obtient aucun diplôme. En 1767, il devient, par dérogation, intendant des tourbières de Groningue. Il est élu au vroedschap de la ville en 1781. Deux ans plus tard, il est nommé landdrost de l'Oldambt. La restauration orangiste de 1787 conduit à l'éviction de tous les patriote, dont De Sitter, qui reste sans occupation jusqu'à la Révolution batave de 1795. 
En janvier 1795, alors que les troupes françaises de Pichegru poussent Guillaume V d'Orange à l'exil, Albert Johan de Sitter entre au comité révolutionnaire de Groningue. Participant activement à la Révolution, il est élu à l'assemblée provisoire de la province de Groningue en janvier puis, le 18 février, il est nommé pensionnaire  de la province. Le 20 mars, il est désigné représentant de Groningue aux États généraux. Après la signature du traité de La Haye le 16 mai 1795, il est envoyé à Paris comme ambassadeur extraordinaire. Son rôle consiste principalement à apporter au Directoire français l'acte de ratification du traité par les États généraux et il rentre à La Haye dès juillet.
Au début de l'année 1796, il est élu député à la première Assemblée nationale batave par le district de Winschoten. Dès l'ouverture de la session le 1er mars, il est désigné secrétaire provisoire de l'assemblée puis en est élu président du 1er au 17 avril. Il est considéré comme l'un des chefs du parti fédéraliste et siège à la commission des Affaires étrangères. À partir du 16 décembre, il fait partie d'une commission chargée d'étudier la possibilité de réunir les dettes de toutes les provinces en une seule, ce que De Sitter refuse. Le projet de constitution retenu par la commission, adopté le 30 mai 1797, conserve les dettes provinciales. De Sitter est réélu à l'Assemblée nationale le 2 août, quelques jours avant le rejet par référendum de la constitution. Le 15 septembre, il est désigné pour siéger à la nouvelle commission chargée de rédiger une nouvelle constitution. Mais le 22 janvier 1798, le député radical Pieter Vreede fomente un coup d'État avec l'appui du général Daendels et des Français. Tous les opposants à une constitution unitaire sont exclus de l'Assemblée. Avec les autres chefs fédéralistes, Albert Johan de Sitter est emprisonné à la Huis ten Bosch, à La Haye. Il est libéré après le nouveau coup d'État de Daendels, le 12 juin 1798, qui chasse les unistaristes.
Il décide alors de se retirer de la vie politique. Il retrouve en 1803 son poste d'intendant de l'Oldambt et devient juge de paix du canton de Veendam de 1811 à sa mort.